# 西下庄昭泽王庙
西下庄昭泽王庙，位于山西省长治市黎城县上遥镇西下庄村，是一座古建筑，建于元、清。
2016年6月6日，西下庄昭泽王庙公布为山西省文物保护单位，编号5-93。2019年10月7日，西下庄昭泽王庙公布为全国重点文物保护单位，编号8-0219-3-022。